# Ludia boinensis
Ludia boinensis är en videväxtart som beskrevs av Joseph Marie Henry Alfred Perrier de la Bâthie. Ludia boinensis ingår i släktet Ludia och familjen videväxter. Inga underarter finns listade i Catalogue of Life.